# 李思思
李思思（1986年11月4日—），中国内地节目女主持人，中国共产党党员（2008年入党）。

## 主要经历
李思思1986年出生于吉林长春，曾就读于长春外国语学校、东北师范大学附属中学，2004年，被北京大学新闻与传播学院录取。2005年，参加央视节目《挑战主持人》，成为该节目史上首位连任八期的女擂主，并获得全国选拔赛季军，其后加入中央电视台，担任央视各类大型活动和晚会的主持。2011年，与管彤、张蕾主持中央电视台综艺频道节目《欢乐英雄》，2012年，担任央视综艺频道《回声嘹亮》常驻主持，首度担任2012年央视春晚主持，一度成为史上最年轻的央视春晚主持人，之后曾九次主持央视春晚。2020年11月，由李思思首度担任制作人的节目《衣尚中国》在央视综艺频道开播。2022年4月，离开《回声嘹亮》。2023年10月，李思思宣布从央视离职。

## 个人生活
李思思的丈夫是她在读大三时认识的一名80後理工男，两人在2014年12月生下一子，小名为“元宝”，又在2017年3月生下二胎儿子，小名为“皮皮”。

## 主持节目
- 吉林卫视《唱片街》
- CCTV-3《中韩歌会》《CCTV电视舞蹈大赛》《CCTV歌舞晚会》《直通春晚》《天天把歌唱》《回声嘹亮》《心连心》《海峡两岸情》《舞蹈世界》
- CCTV-2《正大综艺》《笑星大联盟》《欢乐英雄》《天下有情人·一起过七夕》《一起过中秋》
- CCTV-15《开心歌迷会》

## 相关争议
2011年9月26日晚，湖南卫视女主持人张丹丹突然在其微博上，评论 CCTV3（央视3台）《欢乐英雄》节目包含李思思在内的三名女主持人，称“没见过这么恶心人的主持人！”“马上换台到央3，自己看，看得下去算你狠！”此番言論引起网民对张丹丹的批评，以及对央视主持人照本宣科的主持方式的讨论。隨後原微博被删除。

## 出版著作
2007年，李思思的个人回忆录《未名湖畔的玫瑰》由作家出版社出版。

## 备注
1. ↑  本名、结婚时间均不详，其现用微博网名为“元宝金宝爸”，网友常以“宝爸”称之。
2. ↑  2020年，时年22岁的张舒越成为当年央视春晚的主持人之一，打破了2012年李思思以25岁的年龄主持春晚的记录。